# Colegio Nuestra Señora de Montesión
El colegio Nuestra Señora de Montesión (conocido como Montesión o en catalán Monti-sion) es un colegio concertado que pertenece a la Compañía de Jesús desde su fundación en 1561, siendo este el colegio más antiguo del mundo que los jesuitas tienen en funcionamiento. Está situado en Palma de Mallorca.
Actualmente el colegio cuenta con unos 1.400 alumnos y ofrece las etapas de Primaria, Secundaria, Bachillerato y Ciclos Formativos. Además, tiene un convenio con los colegios Nuestra Señora de la Providencia, Itaca, Pinocho y La Purísima para recibir sus estudiantes en la etapa de Primaria y otro con el colegio Sagrado Corazón para recibir sus estudiantes en la etapa de Bachillerato.

## Historia

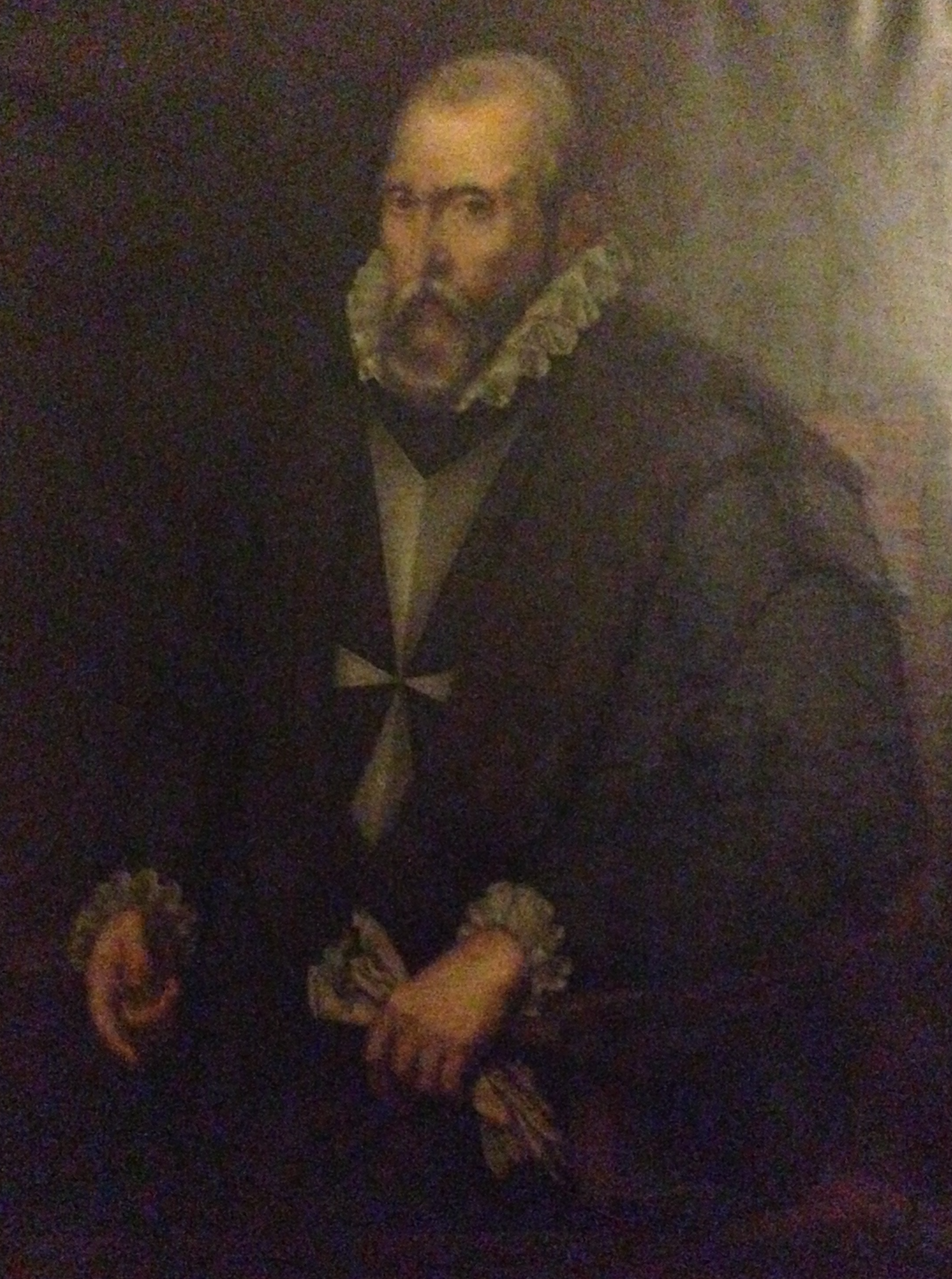
Frey Raimundo de Veri, Gran Prior de la Orden de Malta, fundador del Colegio de Nª Sra. de Montesión.

### Fundación e inicios
El 24 de agosto de 1561, cinco años después de la muerte de san Ignacio de Loyola, desembarcaron en Mallorca los cinco jesuitas fundadores del colegio: Francisco Boldó, Bernardo Verdolay,  Jerónimo Mur, Juan Navarro y Francisco Fortuny, tras las súplicas de destacados miembros de la ciudad y del reino de Mallorca para tener la presencia de los jesuitas en el territorio. Cabe destacar la influencia que tuvo en la decisión el padre Jerónimo Nadal Morey, mallorquín considerado la mano derecha de Ignacio de Loyola durante la fundación de la Compañía.

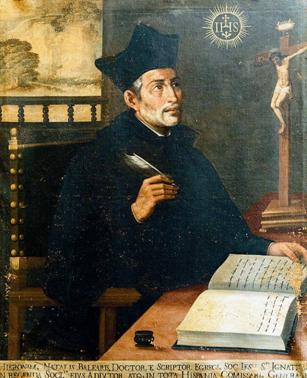
Retrato de Jerónimo Nadal perteneciente a la Societat Arqueòlogica Lul.liana de Palma de Mallorca.

En 1571, el padre Bartolomé Coch, segundo rector de la comunidad jesuítica, emprendió la construcción, principalmente con donativos de fieles, de la actual iglesia dedicada a la "Presentación de la Santísima Virgen", también llamada "Nuestra Señora de Monte Sión", la cual, se edificó sobre una antigua sinagoga del "Call" de los judíos mallorquines (demolida en 1323).
Fue bendecida en 1576 por el Obispo Juan Vich y Manrique y desde los comienzos contó con muchos feligreses. Esta tiene un estilo barroco, aunque algunas líneas del interior recuerdan el estilo gótico, ya que, está formada por una sola nave cubierta con bóvedas de cañón y 6 capillas a los costados con bóvedas de crucería. El pórtico principal contiene numerosos elementos siguiendo el estilo barroco y está presidido por una imagen de la Inmaculada Concepción, flanqueada por las de San Ignacio de Loyola y el jesuita San Francisco de Borja y coronado por el escudo de Carlos II de Austria.
Por otro lado, el mismo año del inicio de la construcción de la iglesia de Montesión, llegó san Alonso Rodríguez, segoviano nombrado portero del colegio, el cual, dejó una gran huella entre los estudiantes del colegio y la sociedad mallorquina, ya que, supo servir de forma constante a Jesucristo mediante el servicio al prójimo.

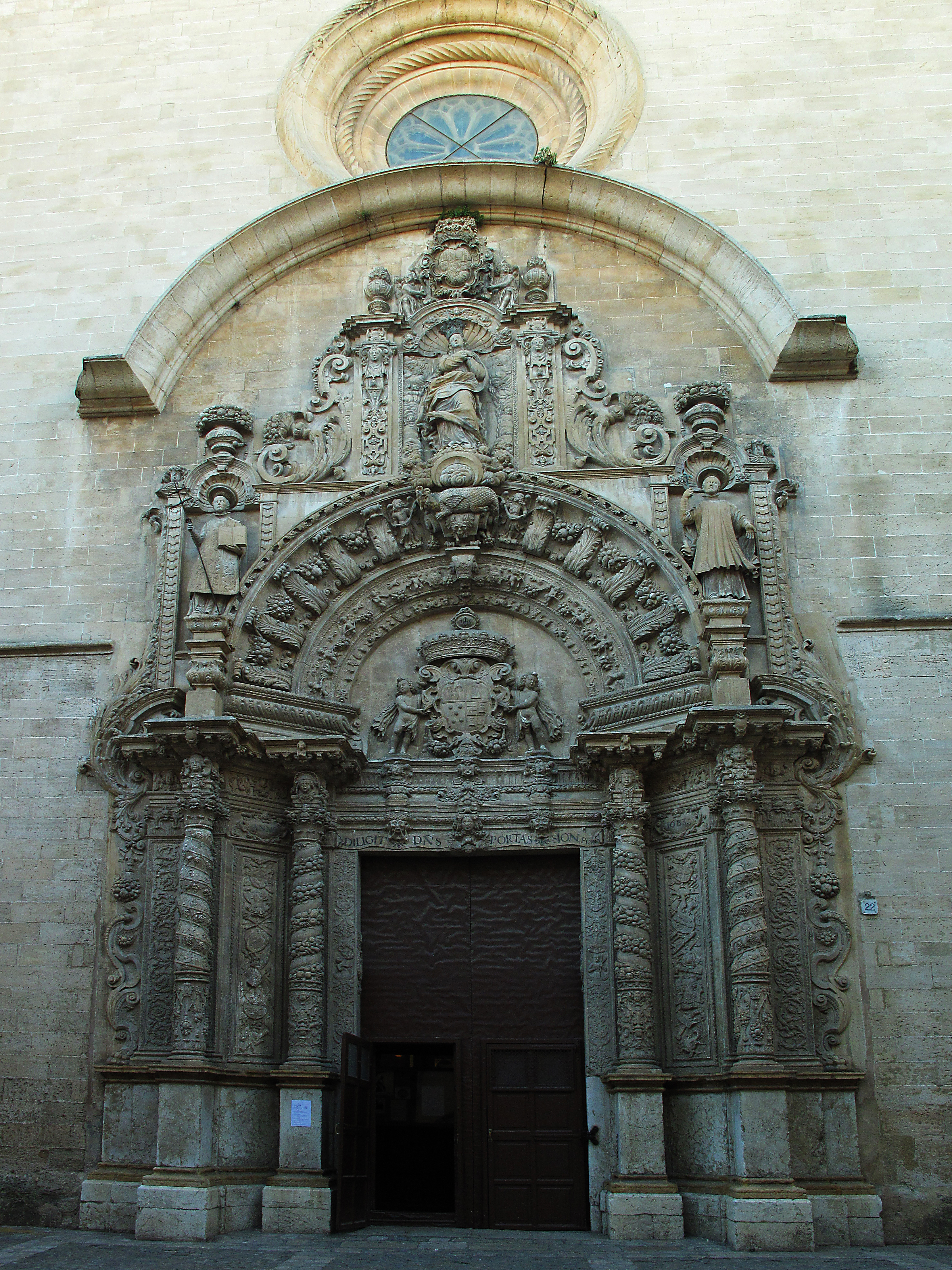
Fachada de la iglesia encuadrado por dos pares de columnas salomónicas, las imágenes de la Inmaculada Concepción, San Ignacio de Loyola y San Francisco de Borja, y las armas del rey Carlos II de Austria y del fundador del colegio Frey Raimundo.

En 1597 se hace entrega a Raimundo de Verí y Despuig, Gran Prior de la Orden de San Juan de Malta, de la carta patente de fundador, firmada por el entonces P. General de la Compañía de Jesús, Claudio Aquaviva. D. Raimundo murió en Palma el 21 de julio de 1599 y su cadáver fue sepultado en la iglesia de Montesión, situándose la tumba en el muro izquierdo del Altar Mayor de la iglesia. Para la fábrica de su sepulcro se hizo talla de cuerpo entero del Baylío siendo, en su día, el mejor monumento funerario de la isla. Además, su escudo de armas figura en las claves del presbiterio, del coro y en la portada del templo (debajo de la imagen de la Inmaculada Concepción).

### Expansión de la comunidad de jesuitas de Mallorca
Tras años de expansión de las actividades apostólicas de pastoral y misional, la comunidad de jesuitas instalada en el colegio crece hasta, en 1611, superar la cifra de cuarenta. Además, fundaron diferentes congregaciones, muy queridas por la sociedad, como la primera Congregación Mariana de España con el título de "La Anunciación", promovieron la reconciliación entre Canamunt y Canavall y asistieron a muchos enfermos de la fiebre bubónica expandida en el siglo XVII. Cabe mencionar, el nombramiento en 1633 de San Alonso como Patrón de Mallorca.
También expandieron la labor formativa, fundando en 1647 el Colegio de San Martín y en 1688 el Colegio de Monte-Sión de Pollensa, aunque, ambos contaron con bastantes problemas por la oposición de algunos sectores del pueblo y de los Padres Dominicos, respectivamente.

### Múltiples expulsiones y retornos de los jesuitas
Debido a las tensiones de la monarquía española con la Compañía de Jesús, en 1767 Carlos III expulsa a todos los jesuitas de España y estos embarcan en un conjunto de naves, dirigidas por el mallorquín Antonio Barceló, en esos tiempos capitán de la Armada Española, hacia Roma. La comunidad de jesuitas de Mallorca dejaban tras de sí una larga historia, y unas bibliotecas muy bien conservadas y nutridas con un total de 10.784 libros. Además, los recientes colegios fundados pasaron a manos de los Padres Teatinos.

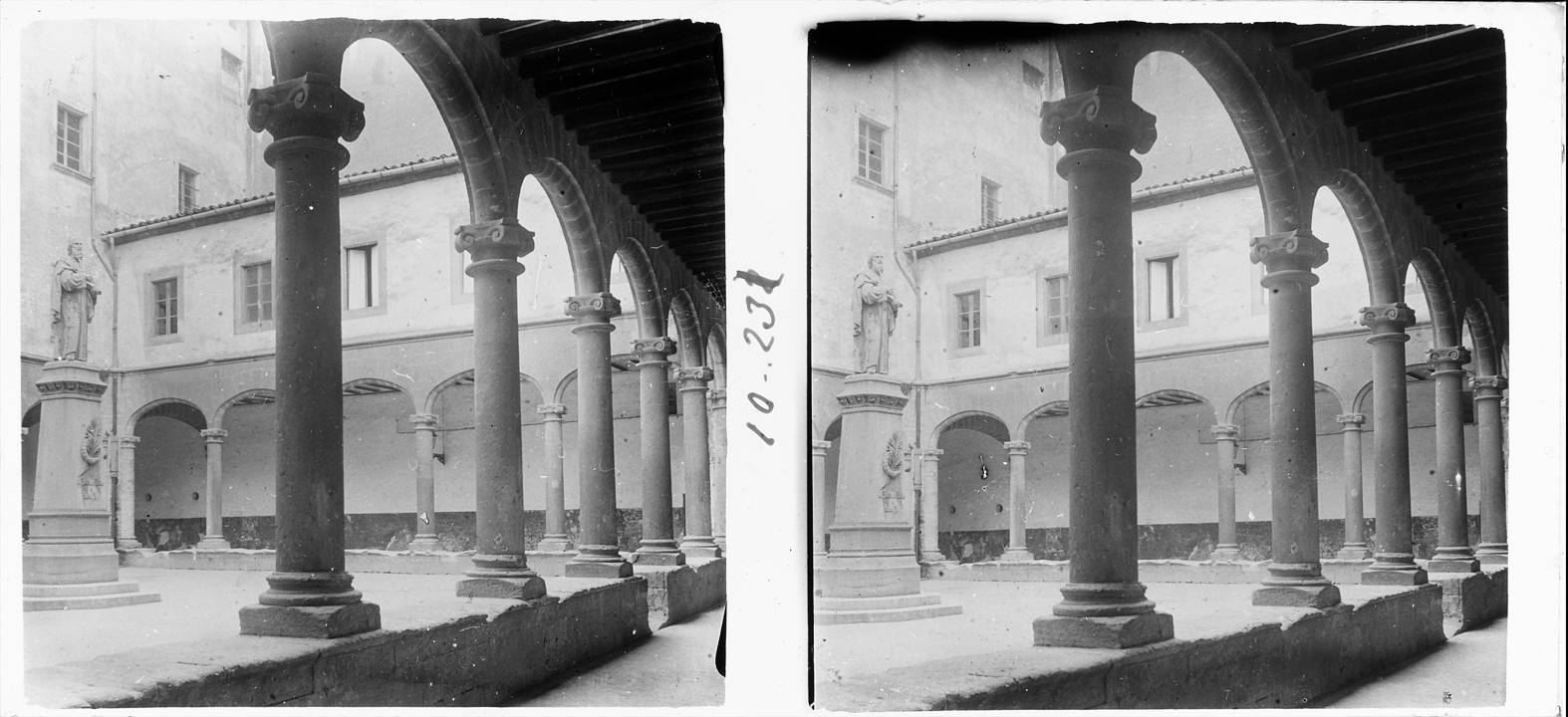
Claustro de Montesión cuando este era la sede del Instituto Balear.

A continuación el edificio histórico del colegio Montesión fue utilizado desde 1769-1816 por el Estudio General Luliano, juntamente por la Academia de Artillería de España durante los años 1812-1814, a causa de la invasión de las tropas de Napoleón y la Guerra de Independencia.
Gracias a la voluntad del Papa Pío XII y el clamor de la sociedad mallorquina a través de sus autoridades civiles y religiosas, Fernando VII permitió el retorno de la orden en 1816. Aunque, 4 años después, estos fueron nuevamente expulsados, abriendo un periodo de numerosas expulsiones y retornos.
En 1836, en este caso juntamente con el resto de órdenes religiosas, los jesuitas sufrieron las consecuencias de la Desamortización de Mendizabal de 1836, teniendo que ceder durante los años 1837 - 1916 el edificio del colegio Montesión donde se instaló el Instituto Balear.
El Concordato de 1851 devolvió la paz a la Iglesia, y los jesuitas pudieron regresar a Mallorca como misioneros.

### SigloXX

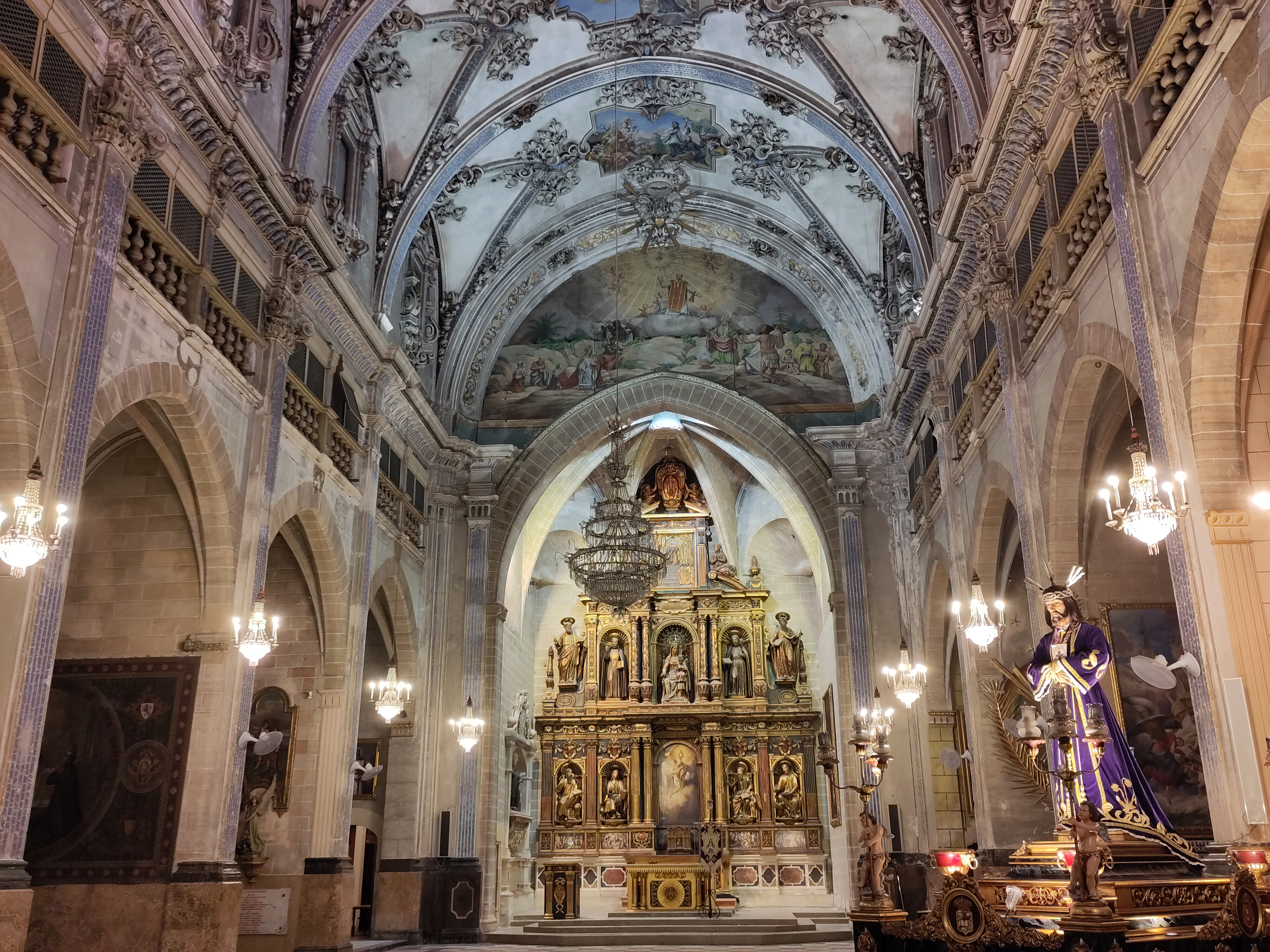
Interior de la iglesia de Montesión con el paso de la Real Cofradía de Nuestro Padre Jesús Nazareno.

En 1927, doce congregantes de la Sección Mayor de la Congregación de María Inmaculada y San Luis Gonzaga fundaron la Cofradía de El Silencio de Ntra. Sra. de Montesión para acompañar en la Semana Santa de Palma a la imagen del Cristo de la Sangre, vistiendo un luto riguroso, como lo atestigua una vesta de raso con faja y puños de terciopelo, con capa de largo arrastre y capirote también negro. Desde un primer momento se practicaron las celebraciones litúrgicas en la iglesia de Montesión.  
En 1930, también se funda la Real Cofradía de Nuestro Padre Jesús Nazareno, con un hábito compuesto por túnica negra con botonadura granate, capa, capirote y fajín del mismo color granate. 
En 1939, año en que terminó la guerra civil española, se colocó en el centro del claustro una estatua de San Alonso, en actitud de ponerse de pie, con las llaves en la mano y un Rosario. Aparece inscrita su icónica frase: "Ya Voy Señor". 
A continuación, empieza una nueva etapa en el colegio con un claro y acelerado progreso y algún altibajo por lo que se refiere a algunas instituciones que han ido creándose a su alrededor. Mientras el colegio crecía, educando a cada vez más hijos de la nobleza mallorquina, la iglesia iba perdiendo el esplendor de los años anteriores, cuando en ella se congregaban multitudes en los domingos, días de fiestas especiales y en las grandes procesiones de la Inmaculada y el Sagrado Corazón. Durante un tiempo, unos pocos años, la iglesia se convirtió en parroquia, pero pronto renunció a esta responsabilidad y volvió a la normalidad pastoral de una iglesia de religiosos, cada vez menos influyente.
La adquisición de una Casa de Ejercicios bajo la dirección del padre Pedro Nolasco Isla, situada en un lugar con vistas a toda la ciudad de Palma en la zona de Génova (a las afueras de la ciudad), dio un gran impulso a ese ministerio tan propio de la Compañía. Actualmente se llama Casa de Espiritualidad San Alonso Rodríguez - Son Bono.

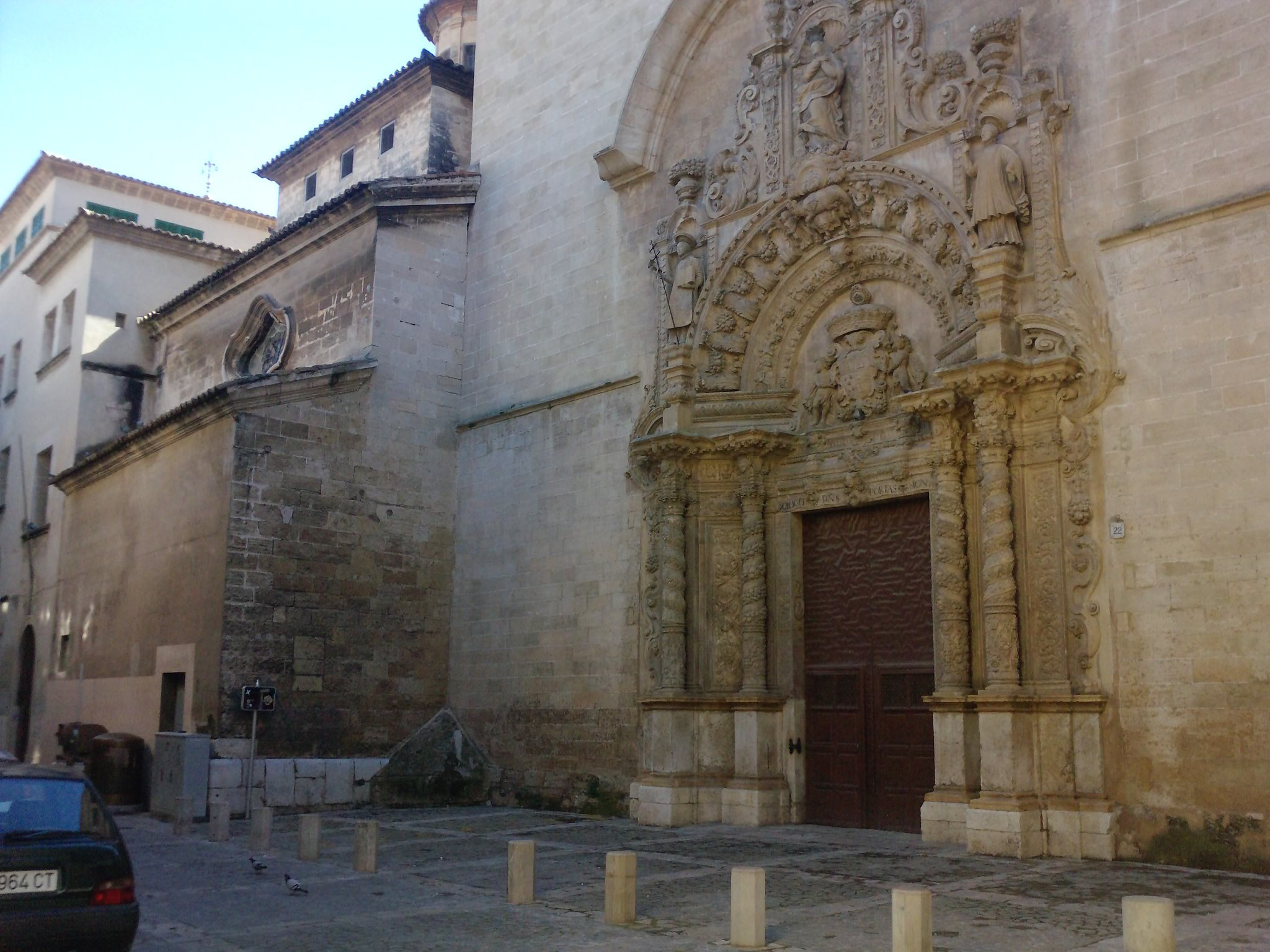
Iglesia de Montesión y edificio anexo del colegio.

El colegio se fue ampliando en su lugar histórico anexionando un nuevo edificio de cuatro plantas al edificio histórico, especialmente dedicado a aulas y salas de reunión debido al gran aumento de alumnos. Pero el crecimiento del colegio fue tal que tuvo que salir de sus propios locales tradicionales. En 1968 el rector Narciso Anglada inaugura los nuevos edificios y campos deportivos de la nueva sede de Son Moix, acomodándose a los nuevos tiempos y normas educativas. En 1996 se inaugura en Son Moix el Polideportivo San Pedro Claver en honor a Pedro Claver, gran discípulo de san Alonso.
A continuación, el colegio se convierte en mixto y en concertado, dejando de ser ese colegio elitista de Mallorca y cubriendo más estratos sociales. Además, cada vez tienen más protagonismo los profesores laicos, que empiezan a ocupar puestos directivos. En 1996 contaba con 1424 alumnos, de los que 7 eran profesores jesuitas y 47 profesores laicos (hombres y mujeres).
También se adquirió una finca con una casa refugio pegada al Torrente de Son Real (cerca de Son Serra de Marina). Actualmente se llama Casa de Espiritualidad y Convivencias - Hort de Son Serra.

### SigloXXI
En noviembre de 2009, a la vista de acuciante crisis económica, la Asociación de Antiguos Alumnos del Colegio Montesión (Asociación de AA. AA.), presidida por Bernardo Obrador Vidal, llegó a la conclusión de que esta debía desarrollar urgentemente una actividad de carácter social-solidaria como respuesta a la grave crisis estructural que padecía nuestra sociedad. La puesta en marcha y desarrollo de dicha actividad sería gestionada bajo el nombre de Antiguos de Montesión Solidarios y estaría presidida por Blai Vidal Bibiloni. Esta fue creciendo y creciendo, prestando un servicio de solidaridad a la sociedad mallorquina más necesitada.
En 2013, el colegio fue galardonado con el Premio Ramon Llull, otorgado por el Gobierno de las Islas Baleares por la contribución en la sociedad mallorquina.
En noviembre de 2016, con el objeto de optimizar sus recursos y poder dar un mejor servicio a todos aquellos que lo necesitasen, Antiguos de Montesión Solidarios se convirtió en la Fundació d'ajuda integral a les persones Monti-sion solidaria, también conocida como Fundación Monti-sion Solidaria (FMS), la cual, tras años de crecimiento, ha conseguido una media de 200 voluntarios en activo con una gran presencia de voluntarios jóvenes, estudiantes tanto del Colegio Montesión como de otros, y materializando el lema de la FMS “Hacer de la solidaridad un hábito cotidiano”.  Además, la FMS ha conseguido llegar a casi 2.000 familias, siendo más de 5.000 personas las que se benefician del proyecto, de las cuales 1.600 son menores de 10 años. 
En el verano de 2017, se realizaron unas grandes obras en la sede de Son Moix, donde se encuentran las etapas de Primaria y Educación Secundaria Obligatoria, con el objetivo de implantar el nuevo modelo pedagógico "MIRA Montesión, imaginando y renovando el aprendizaje", el cual, rompió las estructuras habituales de la enseñanza, tiempo y espacio, para ofrecer una nueva forma de aprender a través de proyectos y trabajo cooperativo.
En 2023 arrancaron las obras para crear un nuevo edificio en la sede de Son Moix y trasladar las etapas de Bachillerato y Ciclos Formativos, aun presentes en la sede histórica del centro de Palma, debido al mal estado del edificio tras más de 460 años acogiendo actividades educativas.Aunque el tema del traslado de los alumnos y de los jesuitas presentes, juntamente con la rehabilitación arquitectónica del complejo de la sede histórica ha estado envuelta en una gran polémica por la gestión realizada por la cúpula de la Compañía, con acusaciones de la Asociación de AA. AA. de especulación inmobilaria, falta de transparencia y engaños.
Debido a la polémica, la Asociación de AA. AA. recogió más de 2.000 firmas en la plataforma Change.org y convocaron una manifestación enfrente de la iglesia de Montesión reuniendo a unas 400 personas.

## Antiguos Alumnos Ilustres[23][24]
- Cañellas Fons (presidente Gobierno Balear), D. Gabriel (1941)
- Claver Corberó (S.J.), Pedro (1580-1654)
- Despuig y Cotoner (Obispo de Mallorca), D. Lorenzo (1706-1774)
- Despuig y Dameto (Cardenal), D. Antonio (1745-1813)
- Fiol (S.J.), P. Ignacio (1619-1684)
- Jaume Garau (Obispo de Mallorca), D. Mateo (1811-1886)
- Martínez Llabrés (alcalde de Palma), D. Jaime (1971)
- Mir Llorens (S.J.), P. Antonio Javier (1681-1726)
- Montis y Álvarez (Vizconde de la Torre y Marqués de la Bastida), D. Antonio (1749- 1821)
- Mut Armengol, D. Vicente (1614-1687)
- Ladaria Ferrer (S.J.)(Cardenal), P. Luis Francisco (1944)
- Le Senne Presedo (presidente Parlamento Balear), D. Gabriel Antonio (1977)
- Pou Puigserver (S.J.), P. Bartolomé (1727-1802)
- Saura Vell (S.J.), P. Bartolomé Diego (1598-1631)
- Soler Rabasa, D. Miguel Cayetano (1746-1809)
- Villaronga Riutort, Agustí (1953- 2023)

### Otras personalidades vinculadas a Montesión
- Alcover, D. Juan (1854- 1926)
- Barceló i Combis, D. Francesc (1820-1889)
- Cortés Cortés, D. Gabriel (1903-1967)
- Costa y Llobera (Canónigo), D. Miguel (1854-1922)
- Maura y Montaner (Presidente del Gobierno de España), D. Antonio (1853-1925)
- Miralles Sbert (Obispo de Mallorca), D. José (1860-1947)
- Oliver y Tolrá, D. Miguel de los Santos (1864- 1920)
- Pons y Gallarza, D. José Luis (1823- 1894)
- Pons Marqués, D. Félix (1910-1970)